# Talk Talk
Talk Talk 是活躍於1981年到1991年之間的英國樂團。它是英國新浪潮運動的一部份，新浪潮運動還包括了其他樂團，例如Duran Duran、Morrissey。Talk Talk在新浪潮時期有一連串的成功單曲，包括〈Today〉、〈Talk Talk〉、〈It's My Life〉、〈Such a Shame〉，以及〈Dum Dum Girl〉。由於對於流行樂界的各種要求及壓力感到厭倦，Talk Talk在1980年代中期逐漸將風格由synthpop轉向experimental music。部分單曲在歐洲及英國獲得了成功，包括"Life's What You Make It"和"Living in Another World"，但隨後因為逐漸增加的批評而使得它的商業上的吸引力下降。
Talk Talk於1991年解散。主唱Mark Hollis在從樂界退休之前發行了一張單飛專輯。創團貝斯手Paul Webb和鼓手Lee Harris一塊繼續在其他樂團當中演奏。Tim Friese-Greene繼續作為一名樂手和製作人。Talk Talk最後兩張專輯《Spirit of Eden》和《Laughing Stock》獲得高度的評價，並且持續地影響實驗搖滾，尤其是後搖滾。被英國《The Guardian》日報讚譽為傑作的《Spirit of Eden》發行二十五年後，Talk Talk仍被視為樂團拒絕向商業市場妥協的典範，而Hollis及其團員則被視作1980年代的synthpop運動中的代表人物之一。